# Ayze (AOC)
Pour l’article ayant un titre homophone, voir Ayse.
L’ayze, ou vin de Savoie Ayze, est un vin produit sur les communes d'Ayse, Bonneville et Marignier, en Haute-Savoie.
Il s'agit d'une dénomination géographique au sein de l'appellation vin de Savoie. Une partie de la production est un vin mousseux produit selon la méthode dite « ancestrale » ou encore « traditionnelle », anciennement appelé la méthode champenoise.

## Histoire

### Période médiévale
L'origine de ce vignoble est assez incertaine même si des traces de paiement d'octroi ont été retrouvées dans les Franchises de Bonneville de 1279.

### Période moderne
La vigne grimpe à 850 mètres, à l'Eponnet, sur Ayze. En 1730 on compte 375 hectares de vigne entre Ayze (115 hectares), la Cote d'Hyot (112 hectares), Marignier (75 hectares) et Bonneville (73 hectares).

### Période contemporaine
Cette période de prospérité va être interrompue par une série de crises touchant les vignobles dès 1881 et notamment par plusieurs maladies (la maladie blanche, l'oïdium et le mildiou). En 1895 (date relativement tardive par rapport au reste de la France) le phylloxéra atteint le vignoble reculé du Faucigny. La crise fut moins sensible que partout ailleurs, et l'expérience acquise favorisa les viticulteurs dans leur lutte contre ce fléau. Cependant de nombreux pieds furent arrachés, et en 1955, on ne compte plus que 40 hectares de vigne puis 19 hectares en 1962. Malgré une diminution des surfaces exploitées, la crise phylloxérique a permis une sélection des meilleurs plants de vigne. 
Aujourd'hui étendu sur 20 hectares, éparpillés sur différentes parcelles sur les communes de Marignier, Ayze, Bonneville et La-Côte-d'Hyot.
C'est à cette époque que l'on assista à un renouveau du vignoble, notamment dans la commune d'Ayze. En effet, les façons culturales sont plus soignées, et quelques viticulteurs attachent un intérêt tout particulier à la culture de la vigne. Cette attention est récompensée en 1957 par le classement en VDQS (vin de qualité supérieure) vin de Savoie - vin de Savoie Ayze - vin de Savoie mousseux Ayze.
Cette avancée dans la qualité s’est poursuivie en 1973 avec le classement en AOC (appellation d'origine contrôlée) des vins de Savoie. Le vin d’Ayze détient désormais l'appellation (AOC) vin de Savoie Ayze. Ce fut une récompense de taille pour le travail de ceux qui ont cru en la qualité de ce vignoble et de ce cépage unique : le gringet.

## Situation géographique
L'aire de production se situe en France, dans la région Rhône-Alpes, plus précisément dans le département de la Haute-Savoie, à 28 kilomètres au sud-est de la ville de Genève, autour de la commune de Bonneville.

### Orographie
Le vignoble est exposé au sud, sur la partie inférieure des pentes du Môle (massif du Chablais), le long de la vallée de l'Arve, à Ayse auprès de Bonneville.

### Géologie et orographie
Constitué de Molasse marine inférieure d'âge Rupélien sur la partie basse, le terrain est recouvert à partir de 600 mètres d'altitude par la nappe des Préalpes médianes formant le Môle (1863 m d'altitude), qui domine la vallée, et s'abaissant vers l'ouest jusqu'à la Côte d'Hyot (900 m d'altitude).
La majeure partie du vignoble et situé au-dessous de 560 m, auprès de la liaison avec la molasse tertiaire.
La molasse est composée de matériau variable selon les emplacements :
- grès lité
- poudingue polygénique, et du côté de Marignier,
- argile rouge (du côté de Marignier)
- calcaire

### Climatologie
Le vignoble subit un rude climat montagnard, mais malgré une moyenne de 115 jours de gelée enregistrés annuellement à Bonneville, et en raison de son bon ensoleillement, les plants ne gèlent pas jusqu'à cœur et résistent bien aux conditions qui leur sont infligées.
La station météo de Genève (402 mètres) est la plus proche de l'aire de production. Ses valeurs climatiques de 1961 à 1990 sont :
| Mois                                | jan. | fév. | mars | avril | mai  | juin | jui. | août | sep. | oct. | nov. | déc. | année |
| ----------------------------------- | ---- | ---- | ---- | ----- | ---- | ---- | ---- | ---- | ---- | ---- | ---- | ---- | ----- |
| Température minimale moyenne (°C)   | −1,9 | −0,9 | 1    | 4,1   | 8    | 13,3 | 15,3 | 13   | 9,3  | 6,6  | 2,1  | 0    | 5,8   |
| Température maximale moyenne (°C)   | 4    | 6    | 10   | 14    | 18,4 | 22,2 | 25,3 | 24,4 | 20,8 | 14,9 | 8,4  | 5    | 14,5  |
| Nombre de jours avec gel            | 20   | 16,2 | 12,5 | 3,1   | 0,2  | 0    | 0    | 0    | 0    | 0,9  | 8,2  | 16,7 | 77,8  |
| Précipitations (mm)                 | 82   | 83   | 81   | 66    | 78   | 91   | 68   | 80   | 82   | 78   | 94   | 88   | 970   |
| Nombre de jours avec précipitations | 11   | 10   | 10   | 9     | 11   | 10   | 8    | 9    | 8    | 9    | 10   | 10   | 115   |

## Vignoble

### Présentation
Le vignoble s'étend sur 20 hectares, éparpillés sur différentes parcelles sur les communes de Marignier, Ayze, Bonneville et La-Côte-d'Hyot.

### Encépagement
En raison de la rudesse du climat, le vin d'Ayze est basée sur des cépages de maturité tardive. Le cépage principal est le gringet B, auquel se rajoutent les cépages accessoires altesse B et roussette d'Ayze B.

### Méthodes culturales et vinification
La production suit la méthode de vinification dite traditionnelle (ou méthode champenoise) :
- le moût fermente 8 à 15 jours avant d'être mis en tonneaux jusqu'à la fin décembre.
- Premier soutirage afin d'éliminer les grosses lies.
- Mise en bouteille au printemps (mars-avril) après deux soutirages et l'addition de 8 grammes de sucre par litre. Les bouteilles utilisées sont des champenoises noires.
- Lors du bouchage, nouvelle addition de 13 grammes de sucre par litre.
- Les bouteilles sont ensuite posées sur des lattes ou elles reposent pendant 8 mois.
- Elles sont placées ensuite sur des pupitres pendant trois semaines pour le remuage.
- Le bouchon est maintenu par un fil de fer en raison de la pression vigoureuse, un dégorgement à la volée est effectué.

Des vins blancs dit tranquilles, sans bulles sont aussi produits (Beluard, clos de la Merzière)

## Vins

### Terroir et vins
On distingue deux terroirs au sein de la production de ce vignoble :
- Les terrains situés au-dessous de 450 mètres d'altitude et sous réserve d'une bonne exposition sud (avec des pentes relevées) et de sols bien drainés sont classés vin de Savoie Ayze.
- Les autres terrains sont simplement classés vin de Savoie.

### Vins et gastronomie
Tant en vin blanc tranquille qu'en vin blanc effervescent, cette AOC parée d'une robe dorée, dégage au nez des arômes de pêche blanche, jasmin et cédrat. En bouche son d’intensité est contrebalancée par une belle fraîcheur qui apporte à ce vin un équilibre parfait. Il doit être conservé à une température comprise entre 10 et 13 °C, dans de bonnes conditions d'humidité, il peut s'épanouir pour une durée moyenne comprise entre 3 et 10 ans. Il est parfait en apéritif, et se marie heureusement avec une friture de lac, une cassolette de poisson et de fruits de mer, ainsi qu'avec un omble chevalier cuit à l'unilatérale ou un filet de féra aux agrumes. Sur ces mets, sa température de service se situe entre 7 et 10 °C.
S'il est rare de conseiller de boire un mousseux sur une fondue savoyarde, une recette de Pierre Gay propose « un subtil mélange de variétés, sublimée par l'Ayze ». Ce maitre-fromager, meilleur ouvrier de France à Annecy, propose de réaliser une fondue sur une base de comté, d'étivaz, de beaufort et d'abondance malaxée avec l'AOC Ayze, « qui ne doit pas représenter plus de la moitié du poids de fromage. Par exemple, pour 800 grammes de fromage, pas plus de 40 centilitres de vin. ».

## Économie

### Structure des exploitations
Une difficulté pour accroître le terroir est la pression immobilière omniprésente dans la région. Une autre est le climat qui exige de trouver des terroirs en exposition sud. Le réchauffement climatique pourrait conduire à la migration progressive des vignes vers des altitudes plus élevées.
Vu le petit nombre d'exploitations, la difficulté du maintien est fortement liée aux aléas de la transmission aux héritiers s'ils sont motivés, ou de la vente.
Parmi les difficultés techniques, celles liées à l'exploitation de terrains en pente sont évidemment rencontrées.

### Commercialisation
En 2016, Belluard vend 30 % de sa production à l'exportation.

### Liste de producteurs
En 2016, on note les producteurs
- Belluard, 12 ha
- Clos la Merzière (famille Montessuit), 6 ha
- Monique Cailler (3? ha), repris plus tard à la suite de sa fin de carrière par les Montessuit
- D'autres plus petits producteurs

#### Documentation
- Gilbert et Gaillard, Les vins de Savoie, Éd. Solar, 1991  (ISBN 2263017771)
- André Combaz, Les vins des terroirs de Savoie, Éd. J.P. Taillandier, Suresnes, 1992.  (ISBN 2876360950)

#### Littérature romanesque
- Éric Le Nabour, La grande combe : roman, Paris, Presses de la Cité, 2013, 306 p. (ISBN 978-2-258-09194-8)